# Horace R. Monday, Sr.
Horace Reginald Monday, Sr. CBE (* 26. November 1907; † 5. September 1996) ist ein gambischer Politiker.

## Leben
Horace R. Monday war um 1958 Buchhalter und um 1967 Vorsitzender der Kommission für den öffentlichen Dienst (englisch Chairman, Public Service Commission). Zu den Parlamentswahlen in Gambia 1972 trat Monday als Kandidat der People’s Progressive Party (PPP) im Wahlkreis Bathurst Central an. Mit 46,23 % der Stimmen konnte er den Wahlkreis nicht gewinnen, er unterlag den Kandidaten der United Party (UP) John R. Forster.
Um 1976/1977 war Monday Vorsitzender des Komitees des Banjul City Council, dem Stadtrat von Banjul.
1977 war er Gründungsmitglied des World Council of Mayors, einer Organisation die auf Initiative von Johnny Ford, dem Bürgermeister von Tuskegee, Alabama, entstanden ist.
Zu den Parlamentswahlen in Gambia 1977 trat er im Wahlkreis Banjul Central erneut an. Er erreichte 45,33 % der Stimmen und konnte den Wahlkreis erneut nicht gegen Forster gewinnen. Kurz nach der Wahl verstarb John R. Forster, im Mai 1977 wurde im Wahlkreis deswegen Nachwahlen angesetzt. Horace R. Monday konnte mit 49,11 % der Stimmen, vor Kebba W. Foon (UP), Pap Cheyassin Secka (NLP) und Lilian Johnson (parteilos), diesmal den Wahlkreis für sich gewinnen.

## Familie
Horace R. Monday war Sohn des gambischen Beamten James Thomas Monday und Rachel Ruth Davis. Er heiratete 1932 Wilhelmina Roberta Juanita, Tochter von William Robertson Job Roberts.

## Auszeichnungen und Ehrungen
- 1958 – Officer of the Order of the British Empire (OBE)[2][1]
- 1967 – Commander of the Order of the British Empire (CBE)[2]